# Andrena stoeckhertella
Andrena stoeckhertella is een vliesvleugelig insect uit de familie Andrenidae. De wetenschappelijke naam van de soort is voor het eerst geldig gepubliceerd in 1948 door Pittioni.